# علي المطيري
علي المطيري(4 سبتمبر 1988 -) ممثل وكاتب عربي شاب، اشتهر بكتاباته التي تناقش القضايا الاجتماعية، وله آراء واطروحات سياسية كانت بدايته عام (2006) ككاتب وممثل في مسلسل طاش الأصلي مع المخرج عامر الحمود على قناة ال بي سي الفضائية اللبنانية ثم شارك في طاش 18 مع ناصر القصبي وعبد الله السدحان، وشارك كممثل في العديد من الأعمال، وعمل مع عدد من المخرجين، وكاتب قصص وسيناريو وحوار ومسرح وإذاعة، وعدة مقالات في عددمن الصحف المحلية ثم كاتب عمود بصحيفة شمس سابقا.

## الأعمال التي من تأليفه
- في مسلسل طاش الاصلي.
- مزحة برزحة.

## الأعمال الادبية
- الاغتسال بالدموع «مجموعة قصصية».

## التمثيل في
مسلسل طاش الاصلي/ مسلسل وش وشة / بيني وبينك 4 / مسلسل مزحة برزحة/ مسلسل الخادمة / مسلسل من عيوني / مسلسل ملف علاقي / مسلسل طاش 18 / مسلسل ايام وليالي / مسلسل من الأخر / مسلسل اذاعي يوميات عباس / مسرحية طبعة ثالثة / مسرحية معاملة خاصة.. وعدة اوبريتات.